# استفانو بارتولینی
استفانو بارتولینی (انگلیسی: Stefano Bartolini؛ زادهٔ ۲۲ ژانویهٔ ۱۹۵۲) دانشمندان علوم سیاسی اهل ایتالیا است.

## فعالیت
بارتولینی سردبیر مجله علوم سیاسی، Review Science Science Italian ایتالیا است. تحقیقات بارتولینی در علوم سیاسی شامل تحقیق در مورد تغییرات انتخاباتی در اروپا در دهه ۱۹۸۰ است، که نشان داد سود و زیان در سطح حزب به تغییرات بزرگی در سطح بلوک تبدیل نمی‌شود.